# كاستيلفرانكو دي سوتو
كاستيلفرانكو دي سوتو، (بالإنجليزية: Castelfranco di Sotto)‏، هي (بلدية) في مقاطعة بيزا في إقليم توسكانا الإيطالي ، وتقع على بعد حوالي 40 كم (25 ميل) غرب فلورنسا وحوالي 30 كم (19 ميل) شرق بيزا.

## السكان
في سنة 1861 بلغ عدد السكان 5٬344 نسمة، وتطور العدد ليصل في سنة 2011 لـ 12٬904 نسمة.
يظهر هذا المخطط البياني تطور النمو السكاني لـ كاستيلفرانكو دي سوتو